# Hamburg (Pennsylvania)
Hamburg  è una borough degli Stati Uniti d'America, nella contea di Berks nello Stato della Pennsylvania. Secondo il censimento del 2000 la popolazione è di 4.114 abitanti.

## Società

### Evoluzione demografica
La composizione etnica vede una maggioranza dei bianchi (97,91%), seguita da quella afroamericana (0,34%) dati del 2000.
| borough di Hamburg Popolazione |       |
| 2000                           | 4.114 |
| Stima al 2009                  | 4.227 |